# ファニー・コーンフォース

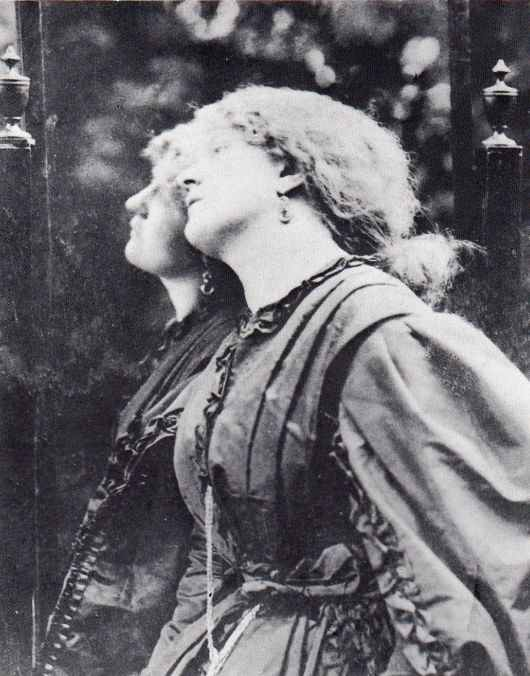
ロセッティの庭（推定）にある鏡の前で

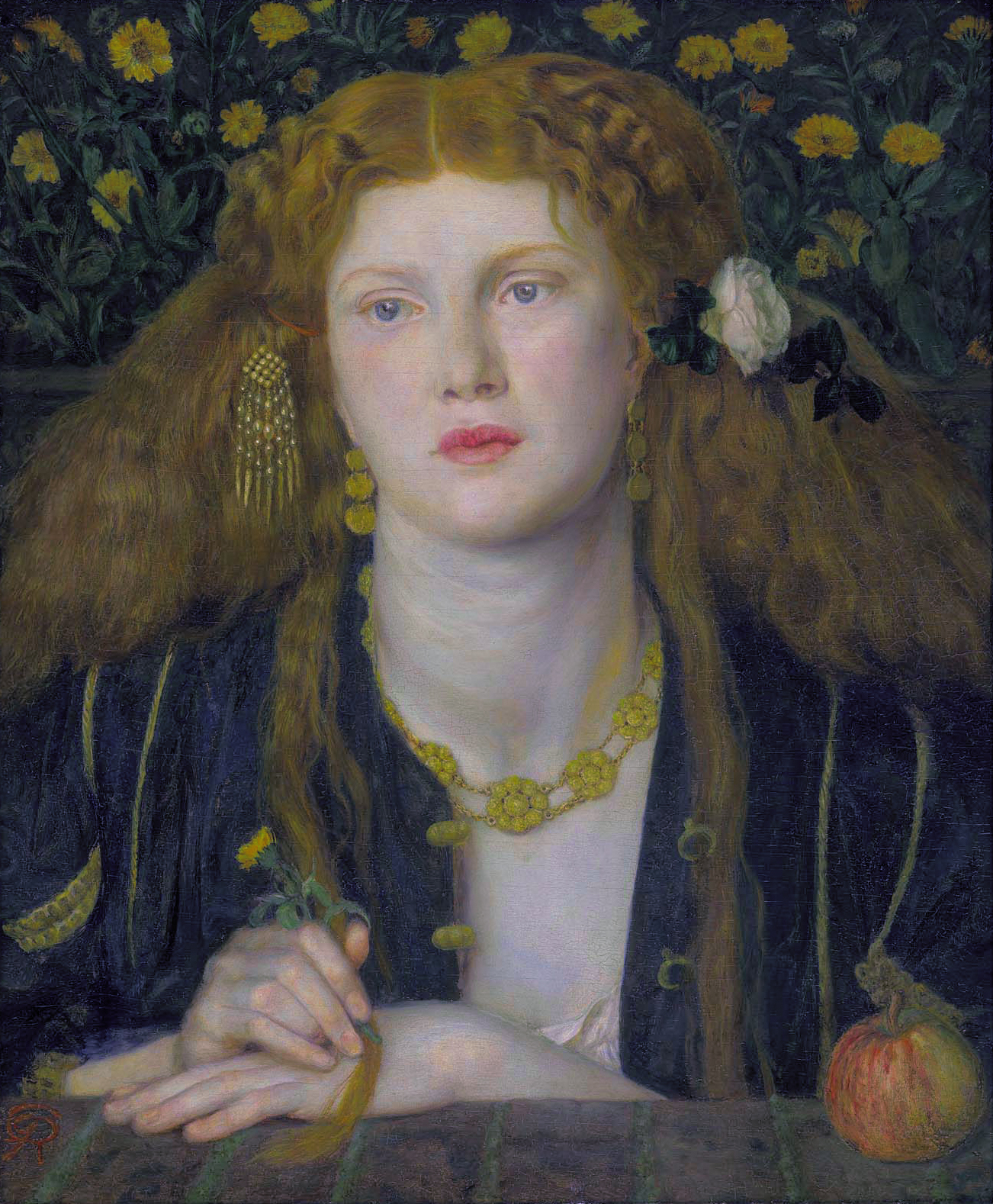
『キスされた唇』、ロセッティ、1859年

ファニー・コーンフォース（Fanny Cornforth、1835年1月3日 - 1909年2月24日）は、イギリスの絵画モデル。ラファエル前派の画家ダンテ・ゲイブリエル・ロセッティの愛人であり、ミューズであった。またロセッティの家政婦の役割も担っていた。ロセッティによるファニー・コーンフォースをモデルとした絵画は、ジェーン・モリスやエリザベス・シダルなど他のモデルによる作品より、通常かなり官能的である。

## 来歴

### 生い立ち
1835年1月3日、サセックスステイニングで出生名サラ・コックスとして、鍛冶屋の父ウィリアム・コックス（1814年-1859年）、母ジェーン・（旧姓）ウールガー（1814年-1847年）のもとに生まれる。1835年2月1日に洗礼を受けた。

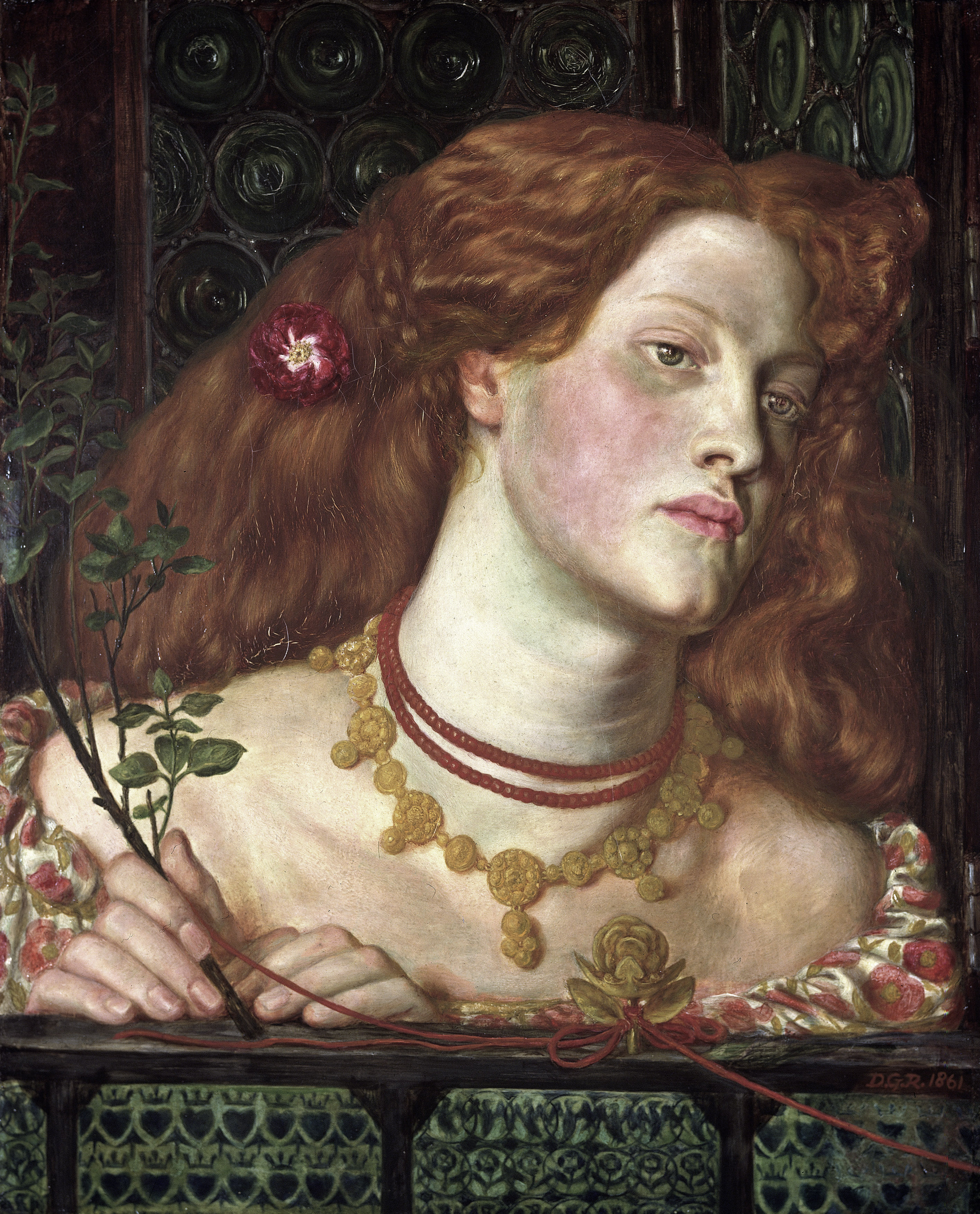
『フェア・ロザムンド』、ロセッティ、1861年

ブライトンに住み、家政婦として働いていたと1851年の国勢調査に記録されている。

### ロセッティとの関係
1856年にロセッティと出会い、1860年に彼と結婚したエリザベス・シダルの不在中にロセッティのモデル兼愛人となった。多くの伝記作家はシダルがコーンフォースを嫌っていたと推測したが、シダルが彼女の存在を知っていたという証拠すら無い。最初の役割は『見つかって』の絵の主人公の頭部のモデルであった。彼女は後に「私の頭を壁に押し付け、あの子牛の絵の中の人の頭を描いた」と語った。
ロセッティの結婚式から3か月後、工員のティモシー・ヒューズと結婚したが短期間に終わり夫妻は別居した。彼女がいつから「ファニー・コーンフォース」を名乗り出したかは定かではないが、コーンフォースは彼女の最初の夫の継父の名前であった。
1862年にシダルが亡くなった後、寡夫となったロセッティの家に家政婦として住み込んだ。2人の関係はロセッティの死まで続いた。ロセッティは同僚のウィリアム・モリスと結婚したジェーン・モリスとも断続的に関係を続けていた。彼らの関係は公表されなかったが、コーンフォースと彼の関係は公表された。
コーンフォースの出自は、イギリス社会における下層・地方労働者階級であった。彼女の粗野なアクセントや教育の欠如は、ロセッティの友人や家族に衝撃を与えた。ロセッティの弟ウィリアム・マイケル・ロセッティは彼女の美しさを称賛したが、「彼女には育ち、教育、知性の魅力は無かった」と語った。多くの人々が彼女を受け入れられず、ロセッティに関係を終わらせるよう圧力をかけた。彼らの関係が続く中、コーンフォースの体重は増加していった。多くの伝記作家によってこれが題材にされたが、ロセッティとコーンフォース双方の増加する胴回りは互いのジョークとなった。ロセッティは彼女を「愛しの象」という愛称で呼び、彼女は彼を「犀」と呼んだ。互いに離れている時は彼は象の漫画を描いて彼女に送り、しばしば「老いた犀」と署名した。
ロセッティの健康が目に見えて衰え始めると、家族は彼の生活に直接的に干渉するようになった。1877年、コーンフォースはロセッティの家を離れることを余儀なくされた。ロセッティは近所に住む彼女のために家賃を払い、「貴女は私が扶養の義務を負うべき唯一の人で、貴女は私の息が続くか、財布に小銭があるかする限り、私が最善を尽くすと安心していていい。」と手紙を書いた。彼は自身の絵の何点かを与え、彼女の法的所有権を確かめる文書を作成した。

### 再婚
疎遠になっていた最初の夫は1872年に亡くなった。ロセッティから離れていた期間、役者一家出身の収税吏であるジョン・ショットと関わりを持った。1879年11月、ショットは既に別の男性と重婚をしていた最初の妻と離婚し、直後にコーンフォースと結婚した。夫妻はロンドンのシティ・オブ・ウェストミンスターのジャーミン街でローズ居酒屋を経営していた。それにも拘わらず、コーンフォースはロセッティを看護するために繰り返し彼のもとに戻り、1881年にはカンブリアに連れて行った。ロセッティの死後の1883年、夫妻は彼女が所有する作品を販売するためロセッティ・ギャラリーを開いた。夫のジョンは1891年に亡くなり、その後は義理の息子であるフレデリックと暮らした。この時期、ロセッティのコレクターであるサミュエル・バンクロフトの訪問を受けた。バンクロフトは彼女から絵画やその他の記念品を購入することが出来た。バンクロフトと彼女の書簡は、デラウェア美術館のコレクションの一部として公開されている。

### 晩年
1898年に義理の息子が亡くなった後、夫の家族と一緒に暮らすためにサセックスに戻った。1905年には明らかに認知症に苦しんでおり、義理の姉である女優のローザ・ヴィリヤーズによって世話をされていた。ヴィリヤーズはコーンフォースの意志に反してウェスト・サセックスの救貧院に彼女を入れた。1907年3月30日、ウェスト・サセックス州精神病院（現在のグレイリングウェル病院）に入院。記録によれば彼女は「老人性躁病、混乱、心神耗弱、理性的な会話の維持困難、記憶力低下、不眠症」に苦しんでいた。彼女はこの病院で生涯を終えることとなった。1907年9月に転倒して腕を骨折した後に衰退し始め、1908年9月には気管支炎にかかった。1909年2月24日、肺炎で死去、74歳であった。彼女は保護施設による共同墓地に埋葬された。彼女の最後の日々に関する発見は、オックスフォード英国人名事典（ODNB）のファニー・コーンフォースの伝記作家であるクリストファー・ウィティックによるウェスト・サセックス・レコード・オフィスで最初に行われた。その後まもなく、『Stunner：The Fall and Rise of FannyCornforth』の作者であるカースティ・ストーネル・ウォーカーも同様の発見をした。

## ラファエル前派において
彼女はロセッティのために少なくとも60点の油彩、水彩、パステル、鉛筆画のモデルを務めた。 

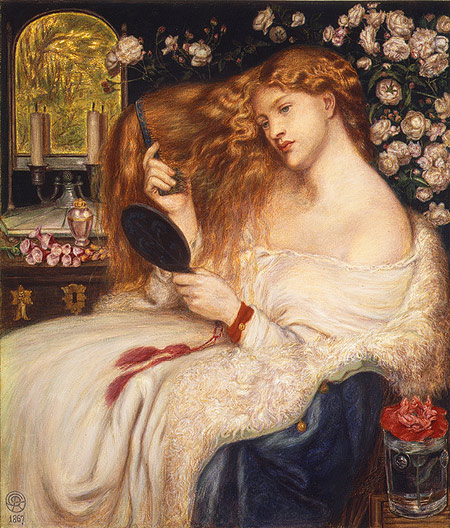
『レディ・リリス』、ロセッティ、1867年

- 『キスされた唇（英語版）』1859年
- 『ファニー・コーンフォース』紙に鉛筆、1859年
- 『ルクレツィア・ボルジア』1861年
- 『フェア・ロザムンド』1861年
- 『ファジオの愛人（アウレリア）』1863–1873年
- 『ブルー・バウアー』1865年
- 『レディ・リリス（英語版）』1867年
- 『見つかって（英語版）』1869年、未完
- 『聖杯の乙女』1874年

1862年にロセッティによって作成され、現在ロンドンのロイヤルアカデミーに所蔵される直径9¾インチの小さな円形の油絵は、コーンフォースの素直な肖像画という点で珍しいものである。
ロセッティは、『レディ・リリス』（1864-1868年）のモデルをファニー・コーンフォースからアレクサ・ワイルディングに取り替えた。
バーミンガム美術館所蔵の淡い緑色の紙に描かれた、22✕16インチの作品（1874年）など、上質に仕上げられた色チョークの肖像画が何点か存在する。ロセッティ・アーカイブ S309。
ロセッティ・アーカイブには、これらの大部分の画像が収められている。
他の画家によるコーンフォースの作品は以下のとおり。
- 『シドニア・フォン・ボルク』エドワード・バーン＝ジョーンズ、1860年

## 肖像の所在地
- D・G・ロセッティ、肖像画、1859年、ボストン美術館
- D・G・ロセッティ、素描、1860年頃、アシュモレアン博物館、オックスフォード
- D・G・ロセッティ、肖像画、1865年、バーバー美術館（英語版）、バーミンガム
- D・G・ロセッティ、肖像画、1870年、バーミンガム美術館
- E・バーン＝ジョーンズ、肖像画
- ジョン・ロダム・スペンサー・スタンホープ、肖像画
- 写真、マンチェスター大学図書館（英語版）、チャールズ・フェアファックス・マレー・コレクション、MS 1282 photographs 3
- 写真、デラウェア美術館、ウィルミントン
- 写真、ナショナル・ポートレート・ギャラリー